# Fabio Rosi
Fabio Rosi (* 1964 in Rom) ist ein italienischer Filmregisseur und Drehbuchautor.

## Leben
Rosi erhielt einen Abschluss der Universität Rom in „Moderner Literatur“ und studierte in New York City, welche Ausbildung er mit dem Regiediplom am Centro Sperimentale di Cinematografia abschloss. In den 1990er Jahren war er zunächst als Regieassistent beschäftigt, arbeitete für die Schulfilmabteilung DSE der RAI und wirkte an der „Scuola Nazionale di Cinema“. 2000 erschien sein Debütfilm L'ultima lezione – Senza salutare, der das rätselhafte Verschwinden des Wirtschaftswissenschaftlers Federico Caffè zum Inhalt hatte. In diesem selbstgeschriebenen Film war er auch als Darsteller zu sehen. Seither gab es nur Kurzfilme Rosis zu betrachten, von denen einige allerdings ausgezeichnet wurden; als Schauspieler wurde er hin und wieder von anderen Regisseuren eingesetzt.

## Filmografie (Auswahl)
- 2000: L'ultima lezione – Senza salutare